# Любыни (Ленинградская область)
Любы́ни — деревня в Вындиноостровском сельском поселении Волховского района Ленинградской области.

## История
Деревня Любыни упоминается карте Санкт-Петербургской губернии 1792 года А. М. Вильбрехта.
На карте Санкт-Петербургской губернии Ф. Ф. Шуберта 1834 года она обозначена как деревня Любино.

ЛЮБИНИ — деревня принадлежит Казённому ведомству, число жителей по ревизии: 19 м. п., 29 ж. п. (1838 год)

Согласно карте профессора С. С. Куторги 1852 года деревня называлась Любино.

ЛЮБЫНИ — деревня Ведомства государственного имущества, по просёлочной дороге, число дворов — 10, число душ — 22 м. п. (1856 год)

ЛЮБЫНИ (ЛЮБИНО) — деревня казённая при колодцах, число дворов — 9, число жителей: 20 м. п., 31 ж. п. (1862 год)

В конце XIX — начале XX века деревня административно относилась к Глажевской волости 1-го стана Новоладожского уезда Санкт-Петербургской губернии.
По данным «Памятной книжки Санкт-Петербургской губернии» за 1905 год деревня называлась Любыня и входила в Теребочское сельское общество.
Согласно военно-топографической карте Петроградской и Новгородской губерний издания 1915 года деревня называлась Любино, а река протекающая через деревню называлась Неважи.
С 1917 по 1923 год деревня Любынь входила в состав Теребочевского сельсовета Глажевской волости Новоладожского уезда.
С 1923 года в составе Помяловского сельсовета Пролетарской волости Волховского уезда.
С 1924 года в составе Болотовского сельсовета.
Согласно данным переписи населения СССР 1926 года в деревне Любыни проживали 102 человека — все русские.
С 1927 года в составе Волховского района.
По данным 1933 года деревня называлась Любыня и входила в состав Болотовского сельсовета Волховского района.
В 1939 году население деревни Любынь составляло 120 человек.

План деревни Любыни 1941 год

Согласно топографической карте РККА 1941 года деревня называлась Любынь и насчитывала 23 двора.
В 1958 году население деревни Любынь составляло 85 человек.
С 1961 года в составе Волховского сельсовета.
По данным 1966 и 1973 годов деревня Любынь также входила в состав Волховского сельсовета Волховского района.
По данным 1990 года деревня называлась Любыни и также входила в состав Волховского сельсовета Волховского района.
В 1997 году в деревне Любыни Вындиноостровской волости проживали 13 человек, в 2002 году — 21 человек (все русские).
В 2007 году в деревне Любыни Вындиноостровского СП — 7 человек.

## География
Деревня расположена в юго-западной части района, к северу от автодороги 41К-379 (Теребочево — Хотово).
Расстояние до административного центра поселения — 15 км.
Близ деревни проходит железнодорожная линия Волховстрой I — Чудово и находится остановочный пункт, платформа 23 км.
Через деревню протекает река Чаженка.

## Демография
| 1862 | 2002 | 2007 | 2010 | 2017 |
| ---- | ---- | ---- | ---- | ---- |
| 51   | ↘21  | ↘7   | ↗13  | ↘4   |

### Национальный состав
Согласно данным Всероссийской переписи населения 2021 года в деревне проживали 12 человек, все русские.